# 西哈洛克 (伊利諾伊州)
西哈洛克（英語：West Hallock）是位於美國伊利諾伊州皮奧里亞縣的一個非建制地區。該地的面積和人口皆未知。

## 地理
西哈洛克的座標為40°55′15″N 89°38′21″W / 40.92083°N 89.63917°W，而該地的平均海拔高度為229米（即751英尺）。